# Bank Łotwy

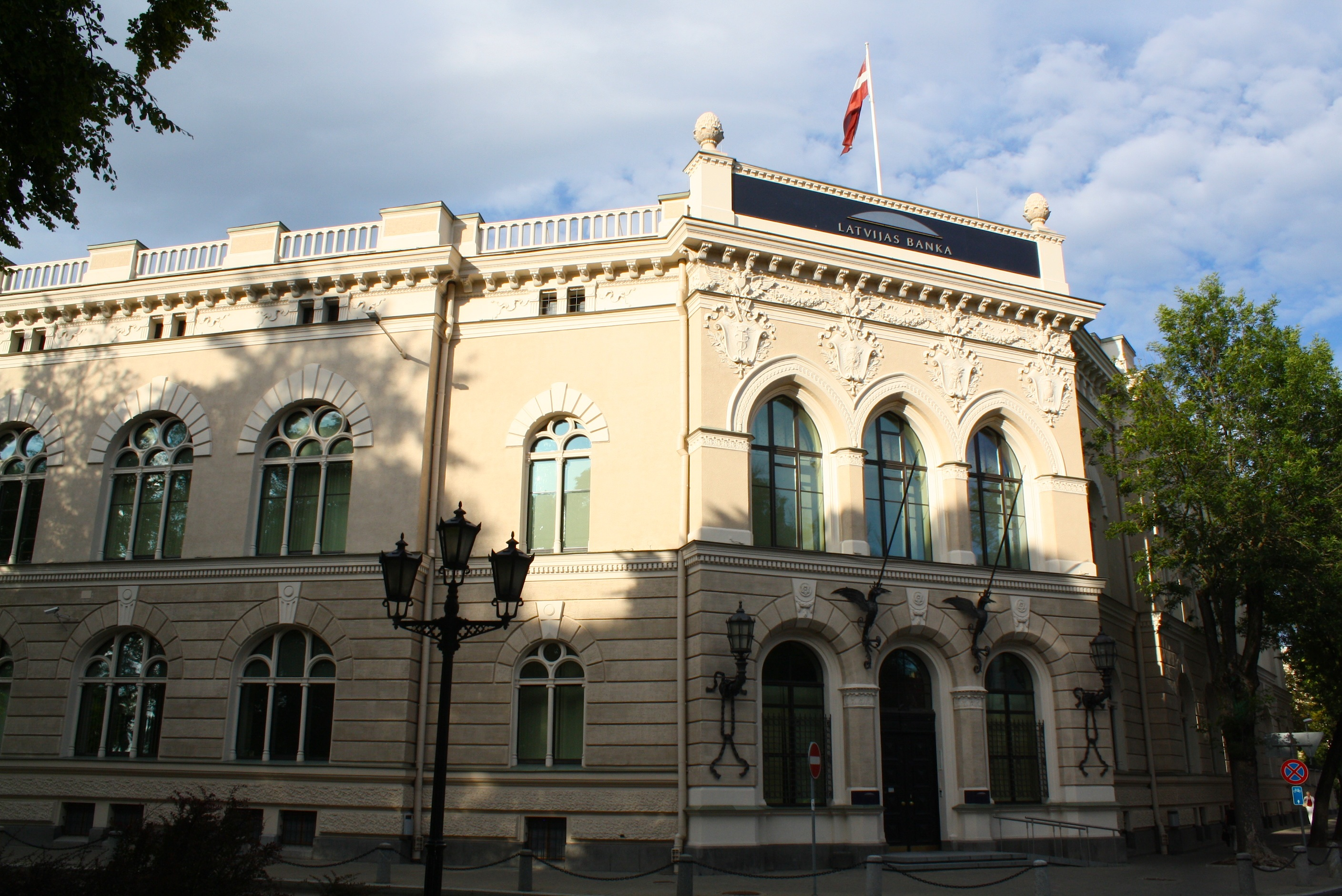
Siedziba Banku Łotwy w Rydze od 1922 r.

Bank Łotwy (łot. Latvijas Banka) – centralny bank Łotwy z siedzibą w Rydze, istniejący od września 1922 r., w wyniku przyłączenia Łotwy do ZSRR w 1940 r. został zlikwidowany, a jego funkcje zostały przekazane łotewskiemu republikańskiemu oddziałowi Banku Państwowego ZSRR. Odrodzony 2 marca 1990 r., pełnię funkcji emisyjnych odzyskał po przyjęciu przez Łotwę deklaracji niepodległości. Od 2004 r. członek Europejskiego Systemu Banków Centralnych.

## Historia
Bank Łotwy został powołany do życia dekretem łotewskiego Sejmu z 7 września 1922 i otrzymał prawo do emisji waluty narodowej. Początkowy kapitał banku wynosił 10 milionów łatów. Bank został utworzony na bazie Państwowego Banku Oszczędnościowo-Kredytowego, przejmując jego aktywa w listopadzie 1922. Statut banku został przyjęty na posiedzeniu łotewskiego Sejmu w kwietniu 1923, a w lipcu zaaprobowany przez prezydenta Jānisa Čakste. Po włączeniu Łotwy do ZSRR w czerwcu 1940, bank został znacjonalizowany w lipcu, a w sierpniu zniesiono funkcję prezesa banku. W dniu 10 października 1940 bank został oficjalnie zlikwidowany, a jego aktywa zostały przejęte przez republikański oddział Banku Państwowego ZSRR. W dniu 25 marca 1941 z obiegu wycofano łotewską walutę narodową, łata. Po zajęciu Rygi przez wojska niemieckie, latem 1941, Bank Łotwy wznowił swoją działalność jako Państwowy Ryski Związek Kredytowy, jednak nie miał prawa do emisji waluty. Metale szlachetne, papiery wartościowe i inne aktywa banku zostały przed wkroczeniem Niemców wywiezione w głąb ZSRR. Po ponownym wkroczeniu Rosjan w 1944, sytuacja banku wróciła do stanu sprzed wybuchu wojny niemiecko-sowieckiej. W 1990 republikański oddział Banku Państwowego ZSRR został przemianowany na Łotewski Republikański Bank Państwowego Banku ZSRR, jednak bez prawa emisji własnej waluty. Po ogłoszeniu niepodległości Łotwy i rozpadzie ZSRR w 1991, Bank Łotwy został ponownie powołany do życia aktem Rady Najwyższej Republiki Łotwy z 3 września 1991. Bank zajął się od 1992 emisją tymczasowej waluty narodowej rubla łotewskiego, a następnie łata (1993).

## Siedziba
Główna siedziba Banku Łotwy w Rydze została zaprojektowana przez Augusta Reinberga (1860-1909) dla ryskiej filii Państwowego Banku Rosji. Budowa budynku została ukończona w 1905. W 1922 gmach został przejęty przez utworzony we wrześniu tego roku Bank Łotwy, który funkcjonował tam do pierwszej okupacji sowieckiej w 1940, kiedy budynek został przejęty przez Bank Państwowy ZSRR i stał się jego oddziałem. Podczas okupacji niemieckiej (1941-1944) budynek służył ponownie bankowości. Budynek zaprojektowany przez Reinberga w stylu neorenesansowym, był ówcześnie uważany za nowoczesny i funkcjonalny. Został zmodernizowany po odzyskaniu go w 1991 przez Bank Łotwy, a na jego fasadzie umieszczono współczesne logo banku.

## Prezesi banku w latach 1922–1940
- Ringolds Kalnings(inne języki) 1922-1926
- Jūlijs Celms(inne języki) 1926-1931
- Ādolfs Klīve(inne języki) 1931-1940
- Pēteris Ozols(inne języki) 1940

## Prezesi banku po 1991 roku
- Artūrs Graudiņš(inne języki) 1990
- Pāvils Sakss(inne języki) 1990-1991
- Einars Repše 1991-2001
- Ilmārs Rimšēvičs 2001-2019
- Mārtiņš Kazāks od 2019